# Luka Romero
Luka Romero Bezzana, né le 18 novembre 2004 à Durango au Mexique, est un footballeur argentin qui évolue au poste d'ailier droit au CF Cruz Azul.

## Biographie
Luka Romero est né à Durango, au Mexique, de parents argentins, avec qui il déménage à Villanueva de Córdoba, en Espagne, à seulement trois ans. Luka Romero possède ainsi trois nationalités,.
Suivant son père, le footballeur argentin Diego Romero, Luka et sa famille déménagent à Formentera, dans les îles Baléares, alors qu'il a sept ans, le jeune footballeur commençant sa carrière au SD Formentera, attirant déjà auparavant l'attention du FC Barcelone, que son jeune âge empêche néanmoins de rejoindre,,,. Il passe ensuite une saison au club de Sant Jordi à Ibiza avant d'intégrer le centre de formation du RCD Mallorca en 2015,.

### Carrière en club

#### Formation et débuts à Majorque
Romero fait ses débuts professionnels avec Majorque le 24 juin 2020, remplaçant Iddrisu Baba lors d'une défaite 0-2 à l'extérieur contre le Real Madrid en championnat. Agé de 15 ans et 219 jours, il bat le record de Sansón et devient le plus jeune joueur à avoir jamais joué en Liga,,,,.
Lors de la saison 2020-21 Romero évolue en Segunda División, à la suite de la relégation de son club, jouant également avec l'équipe réserve en Tercera División. Il ouvre son compteur de buts le 1er novembre 2021, marquant un doublé avec le Majorque B lors d'une victoire 3-0 à l'extérieur contre le CD Llosetense (en). Romero marque son premier but en senior le 29 novembre suivant, lors d'une victoire 4-0 à domicile en deuxième division, contre l'UD Logroñés.

#### Affirmation à la Lazio (2021-2023)
À l'été 2021, le contrat de Romero en Espagne arrive à échéance, et il décide de rejoindre le club italien de la Lazio, en Serie A,,,, la signature étant officialisée le 19 août 2021,,.
Il fait ses débuts avec le club de Rome dès le 28 août suivant, Maurizio Sarri le faisant entrer à la place de Felipe Anderson, à la 81e minute d'une victoire 6-1 à l'Olimpico en Serie A contre La Spezia,,.
Avec l'équipe de Sarri, Romero a un temps de jeux limité, se contentant de courtes apparitions en championnat,, parvenant néanmoins déjà à faire montre de ses qualités sur ses entrées en jeu, notamment en Europa League lors du début de  2022-2023.

#### AC Milan (depuis 2023)
En juillet 2023, il signe en faveur de l'AC Milan jusqu'en juin 2027.

#### UD Almería (Janvier 2024 - )
Le 22 janvier 2024, le club espagnol l'UD Almería annonce le transfert sous forme de prêt du jeune espoir argentin jusqu'à la fin de la saison. L'international argentin des moins de 20 ans arrive en provenance de l'AC Milan.

### Carrière en sélection
Éligible avec les sélections du Mexique, de l'Espagne et de l'Argentine, Luka Romero a d'abord représenté cette dernière avec les moins de 15 ans, lors du Championnat sud-américain des moins de 15 ans 2019, dont il termine deuxième, marquant deux buts en six matches,.
En mars 2020, Romero est appelé avec les moins de 17 ans  argentins pour participer au tournoi de Montaigu, mais la compétition est annulée en raison du covid.
Le 6 mars 2022, Romero est convoqué une première fois en équipe d'Argentine senior par Lionel Scaloni, pour les matchs contre le Venezuela et l'Ecuador. Il fait partie d'un groupe de très jeunes appelés — à l'image de Valentín Carboni, Nicolás Paz (en) ou Alejandro Garnacho — aux côtés des cadres de l'équipe, tels que Lionel Messi et Ángel Di María,,. Il est également dans la pré-liste de Scaloni pour le Coupe du monde 2022,,.

## Style de jeu
Joueur gaucher, le jeune meneur de jeu est capable d'évoluer autant comme milieu offensif que comme ailier, s'affirmant notamment sur le côté droit alors qu'il joue dans le Latium.

## Statistiques générales
| Saison                | Club                    | Championnat           | Championnat | Championnat | Championnat | Coupe(s) nationale(s) | Coupe(s) nationale(s) | Coupe(s) nationale(s) | Supercoupe | Supercoupe | Supercoupe | Compétition(s) continentale(s) | Compétition(s) continentale(s) | Compétition(s) continentale(s) | Compétition(s) continentale(s) | Total | Total | Total |
| Saison                | Club                    | Division              | M.          | B.          | P.d.        | M.                    | B.                    | P.d.                  | M.         | B.         | P.d.       | Comp.                          | M.                             | B.                             | P.d.                           | M.    | B.    | P.d.  |
| 2019-2020             | RCD Majorque            | Liga                  | 1           | 0           | 0           | -                     | -                     | -                     | -          | -          | -          | -                              | -                              | -                              | -                              | 1     | 0     | 0     |
| 2020-2021             | RCD Majorque            | Liga Adelante         | 6           | 1           | 0           | 2                     | 0                     | 0                     | -          | -          | -          | -                              | -                              | -                              | -                              | 8     | 1     | 0     |
| Sous-total            | Sous-total              | Sous-total            | 7           | 1           | 0           | 2                     | 0                     | 0                     | -          | -          | -          | -                              | -                              | -                              | -                              | 9     | 1     | 0     |
| 2021-2022             | SS Lazio                | Serie A               | 8           | 0           | 0           | 1                     | 0                     | 0                     | -          | -          | -          | -                              | -                              | -                              | -                              | 9     | 0     | 0     |
| 2022-2023             | SS Lazio                | Serie A               | 6           | 1           | 0           | 1                     | 0                     | 0                     | -          | -          | -          | C3+C4                          | 2+3                            | 0                              | 0                              | 12    | 1     | 0     |
| Sous-total            | Sous-total              | Sous-total            | 14          | 1           | 0           | 2                     | 0                     | 0                     | -          | -          | -          | -                              | 5                              | 0                              | 0                              | 21    | 1     | 0     |
| 2023-2024             | AC Milan                | Serie A               | 4           | 0           | 0           | 1                     | 0                     | 0                     | -          | -          | -          | C1                             | -                              | -                              | -                              | 5     | 0     | 0     |
| 2023-2024             | UD Almería (prêt)       | Liga                  | 13          | 3           | 0           | -                     | -                     | -                     | -          | -          | -          | -                              | -                              | -                              | -                              | 13    | 3     | 0     |
| 2024-2025             | Deportivo Alavés (prêt) | Liga                  | 6           | 0           | 0           | 2                     | 0                     | 0                     | -          | -          | -          | -                              | -                              | -                              | -                              | 8     | 0     | 0     |
| 2024-2025             | CD Cruz Azul            | Liga MX               | 2           | 0           | 0           | -                     | -                     | -                     | -          | -          | -          | -                              | -                              | -                              | -                              | 2     | 0     | 0     |
| Total sur la carrière | Total sur la carrière   | Total sur la carrière | 46          | 5           | 0           | 7                     | 0                     | 1                     | 0          | 0          | 0          | -                              | 5                              | 0                              | 0                              | 58    | 5     | 1     |

## Palmarès
| Argentine -15 ans - Campeonato Sudamericano - Finaliste en 2019 (en) |